# 1967 aux échecs
| Années des échecs : 1964 - 1965 - 1966 - 1967 - 1968 - 1969 - 1970    |
| Décennies des échecs : 1930 - 1940 - 1950 - 1960 - 1970 - 1980 - 1990 |

Cet article présente les faits marquants de l'année 1967 aux échecs.

## Événements majeurs
Bent Larsen remporte le tournoi interzonal de Sousse en Tunisie ainsi que l'open de Risskov (Danemark), le mémorial Capablanca, le tournoi de Winnipeg au Canada et le tournoi d'échecs de Palma de Majorque.
Il reçoit le premier Oscar des échecs décerné par l'Association internationale de la presse échiquéenne (AIPE).

## Championnats nationaux
- Argentine : Miguel Najdorf remporte le championnat[1],[2]. Chez les femmes, pas de championnat.
- Autriche : Karl Janetschek remporte le championnat[3], chez les femmes, pas de championnat[4].
- Belgique : Jan Rooze remporte le championnat[5]. Chez les femmes, Louise Loeffler s’impose[6].
- États-Unis du Brésil : Henrique Mecking remporte le championnat[7]. Chez les femmes, c’est Ruth Volgl Cardoso qui s’impose.
- Canada : Pas de championnat[8].
- Chine : Zhang Donglu remporte le championnat[9],[Note 1].
- Écosse : G Bonner remporte le championnat[10].

- Espagne : Ángel Fernández (es) remporte le championnat[11]. Chez les femmes, c’est Mª Luisa Gutierrez qui s’impose[12].
- États-Unis : Pas de championnat[13]. Chez les femmes, Gisela Kahn Gresser s’impose[14].
- Finlande: Kaarle Ojanen remporte le championnat[15].
- France : César Boutteville remporte le championnat [16]. Chez les femmes, pas de championnat[17].
- Inde : Nasir Ali remporte le championnat[18].
- Iran : Mohammad Hossein Farboud remporte le championnat[19].

- Pays-Bas : Hans Ree remporte le championnat[20]. Pas de championnat féminin cette année.
- Pologne : Zbigniew Doda remporte le championnat[21].
- Royaume-Uni : Jonathan Penrose remporte le championnat[22].

- Suisse : Max Blau remporte le championnat [23]. Chez les dames, c’est Anna Näpfer qui s’impose[24].
- RSS d'Ukraine : Youri Nicolaïevski et Valery Zhidkov remportent le championnat[25],[26], dans le cadre de l’U.R.S.S.. Chez les femmes, Marta Shul s’impose[27].
- République fédérative socialiste de Yougoslavie : Milan Matulović remporte le championnat[28],[29]. Chez les femmes, Henrijeta Konarkowska-Sokolov s’impose.

## Divers
- 7 novembre : Création de la Fédération d'échecs d'Andorre[30].

## Naissances
- Julio Granda

## Nécrologie
- En 1967 : Einar Thorvaldsson (en), Martha Daunke (en)
- 3 janvier : Walter Cruz (en)
- 7 janvier : Harold Meyer Phillips (en)
- 10 ou 13 janvier : Ludwig Engels
- En février : James Creevey (en)
- 10 février : Pierre Rolland
- 10 mai : Ernst Weichselbaumer (en)
- 15 mai : Alfred William Gyles (en)
- 26 mai : Gideon Ståhlberg
- 30 mai : Alfred Brinckmann
- juin : Alekseï Selesnieff
- 11 juillet : Solomon Gotthilf (en)
- 18 octobre : Vitaly Halberstadt
- 25 octobre : Árpád Vajda